# Salvator-Kirche (Berlin-Schmargendorf)
Die längs zur Straße stehende römisch-katholische Salvator-Kirche im Berliner Ortsteil Schmargendorf des Bezirks Charlottenburg-Wilmersdorf ist an die ältere Villa der Salvatorianer angebaut. Sie gehört zur Pfarrei St. Karl Borromäus im Pastoralen Raum Charlottenburg-Wilmersdorf des Erzbistums Berlin.

## Geschichte
Die Urbanisierung begann, als am 18. Mai 1888 die Straßenbahn nach Schmargendorf eröffnet wurde. Die Zahl der Einwohner stieg rasch an und somit auch die Anzahl der Katholiken. Als Kirche stand ihnen seit 1897 St. Ludwig zur Verfügung. Sie gingen jedoch seit 1912 oft zur Heilig-Kreuz-Kirche in die Messe oder seit 1914 auch nach St. Marien, weil diese Kirchen ihnen näher lagen. Die Bildung einer katholischen Schmargendorfer Kirchengemeinde setzte aber erst ein, nachdem die Ordensgemeinschaft der Salvatorianer 1924 eine Villa in Schmargendorf erworben hatte, die bereits im Rohbau fertig war. Die Salvatorianer waren 1919 zur Leitung der Arbeit der Caritas nach Berlin gerufen worden. Immer mehr Katholiken versammelten sich sonntags in der am 12. Oktober 1924 geweihten kleinen Hauskapelle, die die Salvatorianer in der Villa eingerichtet hatten. Die Besucherzahl nahm ständig zu, zumal in den Nachbarkirchen ausdrücklich gesagt wurde, die Schmargendorfer sollten in Zukunft in die Salvatorkapelle gehen. Die Folge war, dass die Patres sonntags drei Gottesdienste halten mussten.
Die Ordensleitung hatte ursprünglich nicht die Absicht, die Leitung einer Pfarrei zu übernehmen, da die Patres andere Aufgaben hatten. Erst im Herbst 1927 war sie einverstanden mit der Errichtung und Übernahme der Kuratie in Schmargendorf. Es wurde am 17. Januar 1928 ein Kirchenbauverein gegründet. Am 2. Mai 1931 wurde der erste Kurat ernannt und am 1. Januar 1932 erfolgte die offizielle Errichtung der Kuratie Schmargendorf und die Grundsteinlegung für die Kirche, die – entsprechend der Spiritualität des Salvatorianerordens – das Patrozinium von Jesus Christus als Salvator mundi, ‚Erlöser der Welt‘ oder ‚Heiland der Welt‘, erhielt.

## Baubeschreibung
Der verputzte längsrechteckige Mauerwerksbau ist nicht als Hallenkirche, sondern eher als Basilika zu betrachten, auf der linken Seite befindet sich ein Seitenschiff, auf der rechten Seite ist es lediglich zu Wandnischen reduziert. In der Ecke zwischen dem eingezogenen Chor und dem Seitenschiff ist ein hoher Glockenturm angefügt, dessen Satteldach quer zu dem des Langhauses angeordnet ist. Am anderen Ende des Seitenschiffs befindet sich ein Portal zur Straße hin, dahinter eine Vorhalle. Das Hauptportal liegt in einem bis zum Dachfirst reichenden schmalen Vorbau, der von tiefen, vor die ansonsten fensterlose Giebelwand gezogenen Mauerzungen gebildet wird. Das Kirchenschiff hat auf beiden Seiten Obergaden, die jeweils aus zwei Sechsergruppen schmaler rechteckiger Fenster bestehen. Der Chor erhält Tageslicht nur durch Fenster, die dem Turm gegenüberliegen. Die ursprüngliche Holzbalkendecke wurde 1958 durch eine Kassettendecke ersetzt.

## Ausstattung
Zwei Stufen führen zum Ambo, fünf weitere zum stark eingezogenen Chor, hinter dem sich noch eine kurze rechteckige Apsis befindet. Die vor der Altarwand auf einem Piedestal aus ägyptischem Onyxmarmor stehende überlebensgroße eichene Statue des jugendlichen Christus stammt von Otto Hitzberger und gehört zur Erstausstattung von 1933. Die Reliefs aus Eichenholz an den Chorwänden, die Maria vom Siege und Josef von Nazaret mit Petersdom und Papst Johannes XXIII. darstellen, kamen später hinzu. Ebenso die neun Kreuzwegstationen in den Wandnischen. Am 1. September 1935 wurde eine Orgel der Firma Johannes Klais Orgelbau eingeweiht. Um 1938 wurde im Seitenschiff neben dem Chor eine Pietà aufgestellt. An der anderen Seite steht das Taufbecken. Entsprechend der Liturgiereform des Zweiten Vatikanischen Konzils wurde der Altarraum neu gestaltet. Die beiden Seitenaltäre und die Kanzel wurden abgebaut und der Hochaltar, ebenfalls aus ägyptischem Onyxmarmor bestehend, nach unten auf den Ambo als Volksaltar versetzt.

## Glocken
Hinter den großen, mit Lamellen versehenen Schallöffnungen des Turms wurden in der Glockenstube drei Glocken aufgehängt, die am 3. April 1938 geweiht wurden. Von ihnen wurden 1942 die zwei größten für Zwecke der Rüstung wieder abgenommen und eingeschmolzen. Nach dem Zweiten Weltkrieg wurden sie wieder ersetzt.
| Material      | Schlagton | Gussjahr | Gießer                  | Gewicht (kg) | Durchmesser (cm) | Höhe (cm) | Inschrift |
| ------------- | --------- | -------- | ----------------------- | ------------ | ---------------- | --------- | --- |
| Bronze        | g′        | 1938     | Petit & Gebr. Edelbrock | 670          | 103              | 87        | SANCTE JOSEPH, PATRONE MARIENTIUM + ULTIMA IN MORTIS HORA NOBIS SUCCURRE (deutsch: Heiliger Joseph, Schutzpatron der Brautleute, steh uns bei in der letzten Stunde) |
| Eisenhartguss |           | 1955     | Franz Weeren            | 746          | 120              | 89        | ST. PAULUS |
| Eisenhartguss |           | 1955     | Franz Weeren            | 464          | 102              | 73        | ST. HEDWIG |